# Helen Whitney
Helen Whitney (* 20. Jahrhundert) ist eine US-amerikanische Filmregisseurin, Filmproduzentin, Dokumentarfilmerin und Drehbuchautorin, die 1978 mit dem Dokumentar-Kurzfilm First Edition für einen Oscar nominiert war.

## Biografie

### Werdegang, Vorträge
Whitney wuchs in New York auf, wo sie die Chapin School besuchte. 1965 machte sie ihren Bachelor of Arts in englischer Literatur am Sarah Lawrence College und 1967 ihren Master in viktorianischer Literatur an der University of Chicago. Als Woodrow-Wilson-Stipendiatin unterrichtete sie 2009 am Flagler College, am Roanoke College und am Mary’s College.
Später hielt sie wegweisende Vorträge an der Yale  University, der University of California, Berkeley, der Harvard Divinity School, der Iliff School of Theology in Denver, der Bellarmine University, dem John Jay College of Criminal Justice, der Syracuse University, beim Louisville Presbyterian Theological Seminary sowie an weiteren Instituten. 2012 präsentierte sie die William Belden Noble Lectures an der Harvard  University.
Vorträge hielt Whitney zudem an der Corcoran Gallery of Art, einem privaten Kunstmuseum in Washington, D.C., dem Minneapolis Institute of Art, dem Scottsdale Museum of Contemporary Art in Scottsdale in Arizona, der Cathedral of the Assumption in Louisville in Kentucky sowie in der Kathedrale in Washington, D.C.
Von 1986 bis 1991 war Whitney Vorstandsmitglied und Vorsitzende des Vorstands Film Forum, zudem ist sie Vorstandsmitglied des New Yorker Verbands Frauen in Film und Fernsehen sowie Gründungsmitglied der Stadtkirche von New York. Whitney ist geschieden von Benno C. Schmidt Jr., dem 20. Präsidenten der Yale University, und Mutter einer 1981 geborenen Tochter.

### Filmarbeiten
Whitneys Dokumentar- und auch Spielfilme wurden hauptsächlich auf PBS, HBO, ABC und NBC ausgestrahlt. Das Spektrum ihrer Filme erstreckt sich über Themen wie beispielsweise Jugendbanden, amerikanische Präsidentschaftskandidaten, ein Trappistenkloster in Massachusetts, Geisteskrankheiten, die McCarthy-Ära in den Vereinigten Staaten, die Klassenstruktur Großbritanniens, die Beschäftigung mit Papst Johannes Paul II. oder Richard Avedon, einem der bedeutendsten Fotografen des 20. Jahrhunderts.
Whitneys 1977 veröffentlichter erster Film First Edition erhielt eine Oscarnominierung in der Kategorie „Bester Dokumentar-Kurzfilm“. Aus ihrem Interesse für spirituelle Reisen entstand 1980 der Dokumentarfilm The Monastery, ein Film über die älteste Trappistengemeinde Amerikas. Whitneys 1982 von ABC News ausgestrahlter Dokumentarfilm American Inquisition über die McCarthy-Ära zog eine Verleumdungsklage des amerikanischen Journalisten Victor Lasky nach sich. Das Gericht entschied jedoch zugunsten von Whitney und ABS News. Der dreistündige Frontline-Dokumentarfilm für PBS John Paul II.: The Millennial Pope entstand 1999.
Faith and Doubt at Ground Zero (2002), ein zweistündiges Fernsehspecial zu den Anschlägen vom 11. September 2001, beschäftigt sich mit den Aus- und Nachwirkungen dieses Ereignisses und stellt Untersuchungen an, wie religiöser Glaube und Unglaube sich durch die Herausforderung des 11. September verändert hat. In einer vierstündigen Miniserie für PBS, einer ersten Zusammenarbeit zwischen den PBS-Programmen American Experience und Frontline, lief Whitneys Film The Mormons (2007), der sich mit dem Reichtum, der Komplexität und den Kontroversen rund um den mormonischen Glauben beschäftigt. Ihr Film Forgiveness: A Time to Love & A Time to Hate (deutsch Vergebung: Eine Zeit zu lieben und eine Zeit zu hassen; 2011) beschäftigt sich mit Machtverhältnissen, deren Grenzen und den Gefahren der Vergebung anhand von Geschichten, die von persönlichem Verrat handeln und bis zum Völkermord reichen. Die Dreharbeiten fanden in ganz Amerika, in Südafrika, Deutschland und Ruanda statt. Die dreistündige Serie wurde im April 2011 von PBS ausgestrahlt. Whitney inspirierte der Film dazu ein Buch mit demselben Titel zu schreiben, das ein Vorwort des Dalai Lama enthält.
Whitney arbeitete unter anderem mit Schauspielern wie Lindsay Crouse, Austin Pendleton, Blair Brown, Brenda Fricker und David Strathairn zusammen. Ihre Filme wurden mit einer Oscar-Nominierung, dem Alfred I. duPont–Columbia University Award, einem Emmy Award, dem Humanitas-Preis und dem George Foster Peabody Award bedacht beziehungsweise ausgezeichnet.

## Filmografie (Auswahl)
Dokumentarfilme, Produzentin, Regisseurin, Autorin
- 1977: First Edition
- 1978: Youth Terror: The View From Behind the Gun
- 1980: The Monastery
- 1982: Homosexuals
- 1982: American Inquisition
- 1992: They Have Souls Too
- 1992: Society Class in Great Britain
- 1994: American Masters: Richard Avedon: Darkness and Light
- 1996: Frontline: The Choice ’96
- 1999: Frontline: John Paul II.: The Millennial Pope
- 2002: Frontline: Faith and Doubt At Ground Zero
- 2007: Frontline/American Experience: The Mormons, Teil 1 + 2
- 2011: Forgiveness: A Time to Love and a Time to Hate
- 2017: Into the Night: Portraits of Life and Death[4]

dramatische Spielfilme fürs Fernsehen, Regie
- 1989: Junge Schicksale: A Town’s Revenge
- 1990: Everyday Heroes
- 1991: First Love. Fatal Love
- 1991: Lethal Innocence
- 1997: In the Gloaming

## Auszeichnungen
| Jahr | Werk                                       | Auszeichnung, Kategorie                                                  | zusammen mit                                   | Ergebnis  |
| ---- | ------------------------------------------ | ------------------------------------------------------------------------ | ---------------------------------------------- | --------- |
| 1978 | First Edition                              | Oscar: Bester Dokumentar-Kurzfilm                                        | DeWitt L. Sage, Jr.                            | Nominiert |
| 1978 | Youth Terror: The View From Behind The Gun | San Francisco International Film Festival Award                          |                                                | Gewonnen  |
| 1978 | First Edition                              | Robert Flaherty Film Seminar Award                                       |                                                | Gewonnen  |
| 1985 | American Inquisition                       | Edward Murrow Award                                                      |                                                | Gewonnen  |
| 1988 | They Have Souls Too                        | Humanitas-Preis                                                          |                                                | Gewonnen  |
| 1990 | A Town’s Revenge                           | Humanitas-Preis                                                          |                                                | Nominiert |
| 1996 | Richard Avedon: Darkness and Light         | Directors Guild of America Award: Herausragende Regie                    |                                                | Nominiert |
| 1996 | Richard Avedon: Darkness and Light         | The Hamptons International Film Festival Award für den beliebtesten Film |                                                | Gewonnen  |
| 1996 | The Choice ’96                             | Alfred I. duPont–Columbia University Award                               |                                                | Gewonnen  |
| 1996 | The Choice ’96                             | George Foster Peabody Award                                              |                                                | Gewonnen  |
| 1996 | The Choice ’96                             | Emmy Award für die herausragende Analyse einer einzelnen Geschichte      |                                                | Gewonnen  |
| 1996 | The Choice ’96                             | Writers Guild of America Award für ein herausragendes Drehbuch           | Jane Barnes                                    | Nominiert |
| 2002 | Faith and Doubt At Ground Zero             | Alfred I. duPont-Columbia University Award                               |                                                | Gewonnen  |
| 2002 | Faith and Doubt At Ground Zero             | Christopher Award                                                        | Ron Rosenbaum, David Fanning, Michael Sullivan | Gewonnen  |
| 1999 | John Paul II.: The Millennial Pope         | Writer’s Guild of America Award für ein herausragendes Drehbuch          | Jane Barnes                                    | Gewonnen  |